# Josef Bisig
Ks. Josef Bisig FSSP – pierwszy przełożony generalny Bractwa Kapłańskiego Świętego Piotra. Do momentu konsekracji biskupich abpa Lefebvre'a w 1988 roku był członkiem Bractwa Kapłańskiego Św. Piusa X.
Ks. Bisig został w 2006 roku rektorem amerykańskiego seminarium duchownego Bractwa Św. Piotra w Denton w stanie Nebraska.